# Corps Tactical Zone

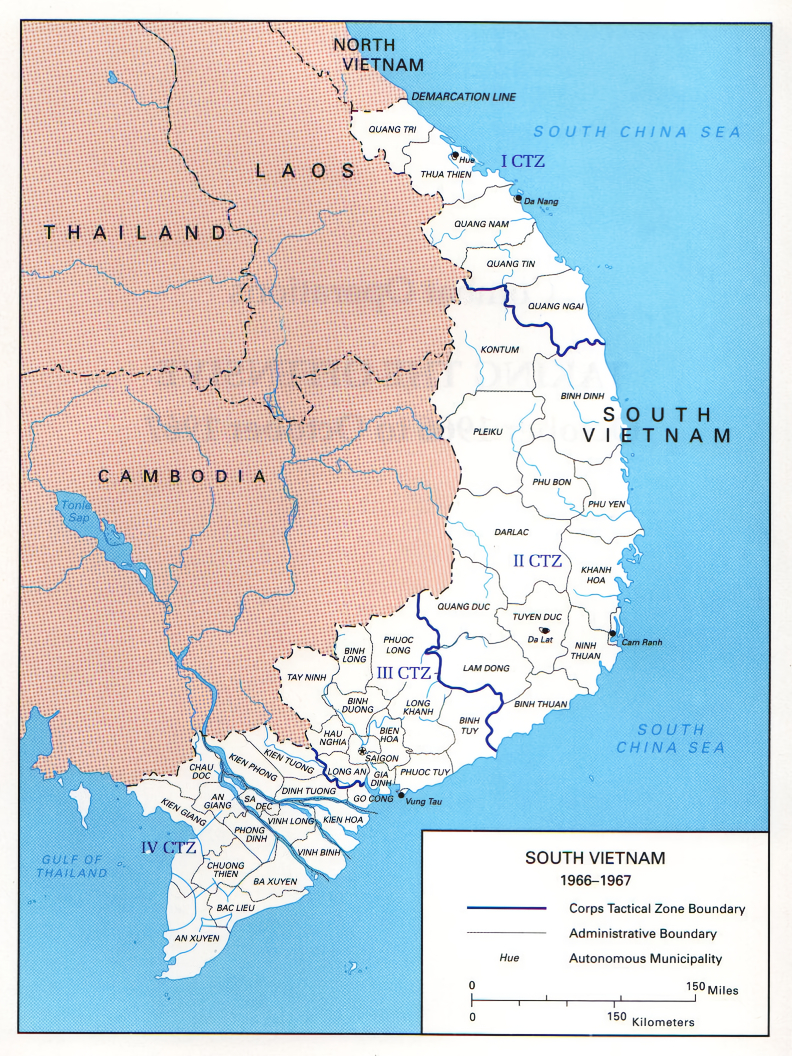
Karte Südvietnams mit den vier Corps Tactical Zones

Die „taktischen Zonen“ (vietnamesisch Vùng chiến thuật, im Englischen Corps Tactical Zones (CTZ) genannt), später Militärregionen (MR; Quân khu), waren eine militärische territoriale Gliederung der Republik Vietnam (Südvietnam) während des Vietnamkrieges.
Die Armee der Republik Vietnam (ARVN) teilte das südvietnamesische Staatsgebiet 1961–62 in vier „taktische Zonen“ ein und löste damit eine noch von den Franzosen geschaffene Militärorganisation ab. Jeder dieser Zonen war ein Korps der Armee zugeteilt, wobei der jeweilige Korpskommandeur innerhalb der Zone nicht nur den militärischen Oberbefehl besaß, sondern ihm auch die Zivilverwaltung untergeordnet war. Die Korpskommandeure waren direkt dem Oberbefehlshaber der Streitkräfte unterstellt. Die Amerikaner verwendeten daher die Bezeichnung Corps Tactical Zones. Die Korps-Zonen waren wiederum in Division Tactical Areas unterteilt; daneben gab es einige Special Tactical Zones, für die Sonderregelungen galten.
Als infolge der Tonkin-Resolution ab 1965 US-Landtruppen nach Vietnam entsandt wurden, wurde den beiden mittleren Zonen (II und III) ein US-Army-Großverband auf Korpsebene zugeteilt. Die Bezeichnung „Korps“ sollte dabei aber vermieden werden um Verwechslungen zu verhindern, weshalb die beiden Army-Verbände Field Force genannt wurden. Eine Amphibious Force (ebenfalls in Korpsgröße) der US-Marines wurde in die erste Zone (an der demilitarisierten Grenze zu Nordvietnam) entsandt. Lediglich in der vierten Zone (Mekong-Delta) existierte kein US-Großverband, da hier nur wenige amerikanische Einheiten stationiert waren und diese von der nahegelegenen dritten Zone (Saigon) befehligt werden konnten. Die Kommandeure der US-Korps waren formal den jeweiligen ARVN-Korpskommandeuren unterstellt und galten diesen gegenüber als Senior-Berater (senior adviser). Die Zusammenarbeit verlief aber meist schlecht, da es innerhalb der Zonen kein gemeinsames Hauptquartier gab und die Kooperation somit umständlich über das Saigoner Oberkommando lief.
Als Reaktion auf die Tet-Offensive 1968 wurde auch in der ersten Zone ein Army-Korps installiert. Dieses trug als einziger US-Verband in Vietnam die Bezeichnung „Korps“ und war (trotz gleicher Stärke) den Marines unterstellt, bis diese 1970 ihren Abzug begonnen.
Ab Ende der 1960er-Jahre wurden die zivile Befugnisse der Korpskommandeure zunehmend abgeschwächt, da die Tet-Offensive gezeigt hatte, wie ineffektiv die Verwaltung in den ländlichen Regionen war. Im Juli 1971 wurden die Zonen aufgelöst und durch die nahezu identischen Militärregionen ersetzt. Die Kommandeure der Korps waren von Amts wegen gleichzeitig Befehlshaber der Militärregionen, so dass sich faktisch kaum mehr als der Name änderte.
Bis 1972 wurde der Großteil der US-Soldaten abgezogen und die US-Großverbände in den Militärregionen durch Regional Assistance Commands mit nur noch beratender Funktion ersetzt. Diese wurden schließlich im März 1973 nach dem Pariser Friedensabkommen aufgelöst. Die südvietnamesischen Korps wurden während der Frühjahrsoffensive 1975 vernichtet.
Auch die Nordvietnamesische Armee und die Nationale Befreiungsfront (FNL, Vietcong) teilten Südvietnam in Militärregionen ein, wobei beide unterschiedliche Systeme verwendeten, die erst gegen Kriegsende vereinheitlicht wurden. Im Gegensatz zum Süden waren die nordvietnamesischen Militärregionen nicht mit den Korps identisch, des Weiteren gab es auch noch Front-Großverbände, die eine größere operative Bedeutung besaßen als die Regionen.

## Militärregionen und zugehörige Großverbände

### I Corps Tactical Zone / Militärregion 1
Die erste taktische Zone umfasste die nördlichsten Provinzen mit der demilitarisierten Grenze nach Nordvietnam und den Großstädten Huế und Đà Nẵng. Hier fanden die Schlachten um Khe Sanh (Anfang 1968), Huế (während der Tet-Offensive 1968) und Quảng Trị (während der Osteroffensive 1972) statt.
- 1. ARVN-Korps (Hauptquartier in Đà Nẵng):
  - 1., 2. und 3. Division, 1. Ranger-Gruppe, 1. Gepanzerte Brigade
- US-Verband: III Marine Amphibious Force (1965 bis 1971, Hauptquartier in Đà Nẵng) sowie XXIV. Korps (1968 bis 1972; bis Anfang 1970 den Marines unterstellt; Hauptquartier in Phú Bài, später Đà Nẵng):
  - 1. und 3. Marineinfanteriedivision
  - Americal-Division, 1. Brigade der 5. Infanteriedivision (mech.), 3. Brigade der 82. Luftlandedivision, 1. Kavalleriedivision (luftbeweglich), 101. Luftlandedivision (luftbeweglich)

### II Corps Tactical Zone / Militärregion 2
Die zweite Zone war die flächenmäßig größte und umfasste das dünnbesiedelte und schwer zugängliche zentrale Hochland und die angrenzende Küstenregion. Wichtige Orte waren hier Đà Lạt und Pleiku im Hochland sowie die Hafenstädte Nha Trang, Cam Ranh und Quy Nhơn. Bedeutende hier stattfindende Kampfhandlungen waren die Schlachten im Ia-Đrăng-Tal 1965, bei Đắk Tô 1967 und um Kon Tum (während der Osteroffensive 1972).
- 2. ARVN-Korps (Hauptquartier in Pleiku)
  - 22. und 23. Division, 2. Ranger-Gruppe, 2. Gepanzerte Brigade
- US-Verband: I Field Force, Vietnam (1965 bis 1971; Hauptquartier in Nha Trang)
  - 1. Kavalleriedivision (luftbeweglich), 4. Infanteriedivision, 3. Brigade der 25. Infanteriedivision, 1. Brigade der 101. Luftlandedivision (luftbeweglich), 173. Luftlandebrigade

### III Corps Tactical Zone / Militärregion 3
Die dritte Zone verlief von den südlichen Ausläufern des zentralen Hochlandes bis zum Großraum Saigon. Die Stadt Saigon selbst (einschließlich Chợ Lớn) sowie die benachbarte Provinz Gia Định und die Insel Côn Sơn bildeten zusammen eine Hauptstadt-Spezialzone, die erst 1966 dem dritten Korps unterstellt wurde. Eine weitere Spezialzone war die Rừng Sác (Rung Sat) Special Zone, die aus den Distrikten Quảng Xuyên und Cần Giờ bestand und den gleichnamigen Mangrovensumpf südlich von Saigon umfasste, der als hauptstadtnahes Vietcong-Rückzugsgebiet eine große militärische Bedeutung besaß. Auch die Gebiete nördlich der Hauptstadt bis nach Kambodscha waren Vietcong-Hochburgen, so befanden sich hier die Tunnel von Củ Chi, das Eiserne Dreieck und selbst das kommunistische Hauptquartier für Südvietnam.
Wichtige Militäroperationen in der dritten Zone waren die Operationen Cedar Falls und Junction City 1967, die von hier ausgehende Invasion Kambodschas 1970, die Schlacht bei An Lộc während der Osteroffensive 1972 und schließlich 1975 die Schlacht um Xuân Lộc.
- 3. ARVN-Korps (Hauptquartier in Biên Hòa)
  - 5., 18. und 25. Division, 81. Ranger-Bataillon, 3. Gepanzerte Brigade
- US-Verband: II Field Force, Vietnam (1966 bis 1971; Hauptquartier in Biên Hòa, später Long Bình)
  - 1. Infanteriedivision, 1. Kavalleriedivision (luftbeweglich), 3. Brigade der 4. Infanteriedivision, 9. Infanteriedivision, 3. Brigade der 82. Luftlandedivision, 25. Infanteriedivision, 11. Gepanzerte Kavallerie, 101. Luftlandedivision (luftbeweglich), 196. und 199. Infanteriebrigade, 173. Luftlandebrigade

### IV Corps Tactical Zone / Militärregion 4
Die vierte Zone umfasste das Mekong-Delta und damit neben einem schwer zugänglichen Gewirr aus Wasserläufen und Feuchtgebieten auch Großstädte wie Cần Thơ und Mỹ Tho. Die Amerikaner setzten hier zahlreiche Flusskampfverbände ein. Von der Region wurde aber aufgrund ihrer Lage im abgelegenen Süden keine kriegsentscheidende Rolle erwartet, weshalb hier kein US-Großverband installiert wurde. Für die Vietcong-Kämpfer bot die Landschaft sehr gute Bedingungen für einen Guerillakrieg, durch den allein drei ARVN-Divisionen gebunden wurden. Besonders das Grenzgebiet zu Kambodscha war stark umkämpft, weshalb aus drei Grenzprovinzen 1968 die 44. Special Tactical Zone geschaffen wurde.
- 4. ARVN-Korps (Hauptquartier in Cần Thơ)
  - 7., 9. und 21. Division
  - in der 44. Special Zone (Hauptquartier in Cao Lãnh): 4. Ranger-Gruppe, 41. und 42. Ranger-Grenzverteidigungsgruppe, 4. Gepanzerte Brigade (ohne Panzer)
- kein US-Großkampfverband (aber 1971 bis 1973 das Delta Regional Assistance Command)